# Jason Davidson
Jason Alan Davidson (Melbourne, 29 juni 1991) is een Australisch voetballer van Japans-Griekse afkomst die bij voorkeur als linksback speelt. Davidson staat anno 2024 onder contract bij MGS Panserraikos. Hij debuteerde in 2012 in het Australisch voetbalelftal.
Davidsons vader Alan Davidson was ook profvoetballer. Zijn moeder is van Griekse afkomst.

## Clubcarrière

### Hume City
Davidson tekende op 26 januari 2009 zijn eerste contract als betaald voetballer bij Hume City, dat op dat moment actief was in de Victorian Premier League. Hij kwam in zijn eerste seizoen tot zestien optredens en liep daarna bij verschillende buitenlandse clubs stage.

### Paços de Ferreira
In september 2009 tekende Davidson een contract bij Paços de Ferreira. Op 16 januari 2010 maakte hij daarvoor zijn debuut bij de Primeira Liga in een wedstrijd tegen FC Porto. Destijds was hij de jongste speler in de competitie. Davidson keerde van de AFC Challenge Cup 2010 terug met een enkelblessure. Paços verhuurde hem vervolgens voor de rest van seizoen 2010/11 aan Sporting Covilha. Na zijn blessure speelde hij hier veertien wedstrijden. Davidson maakte zijn debuut voor Sporting Covilha op 7 februari 2011, tijdens een 1–0-zege op Leixoes SC.

### Heracles Almelo
Na een proefperiode van twee weken die begon op 5 december 2011 legde Heracles Almelo Davidson transfervrij vast. Hij tekende een contract voor de rest van het seizoen 2011/12, met een optie voor nog twee jaar. Op 3 januari maakte hij zijn debuut voor Jong Heracles en op 25 maart 2012 voor het eerste elftal van Heracles. In zijn eerste wedstrijd speelde Davidson hier als centrale verdediger, tegen FC Utrecht (3–1 winst).
Davidson vertrok naar het WK 2014 met een aflopend contract. Hij was een van de twee op dat moment in de Eredivisie spelende voetballers die voor Australië naar het WK 2014 ging. Later bleek dat door het niet opzeggen van het contract van een van de beide kanten, Davidson niet meer transfervrij was en er automatisch een jaar bij zijn contract opgeteld werd.

### West Bromwich Albion
Op 5 augustus 2014 werd bekendgemaakt dat Davidson naar West Bromwich Albion ging. Hij tekende daar een contract voor twee jaar. In de eerste drie maanden van zijn carrière bij West Bromwich Albion zat hij vijf keer in de selectie, waarna hij niet meer in de selectie werd opgenomen. De club maakte op 24 mei 2015 bekend dat het Davidson liet gaan.

### Huddersfield Town
Davidson tekende in juni 2015 een contract tot medio 2018 bij Huddersfield Town, de nummer zestien van de Championship in het voorgaande seizoen. Hier maakte hij zijn debuut op 8 augustus 2015 in de wedstrijd tegen Hull City. Hij scoorde voor het eerst op 12 januari 2016 in het duel tegen Charlton Athletic. Dit duel eindigde in een 5–0 overwinning.

### FC Groningen
Op 18 augustus 2016 maakte FC Groningen bekend de verdediger per direct te huren van Huddersfield Town. Hier maakte hij zijn debuut op 21 augustus 2016 tegen FC Twente. Dit duel werd met 3–4 verloren.

### HNK Rijeka en Olimpija Ljubljana
Nadat zijn contract bij Huddersfield op 28 augustus 2017 was ontbonden, tekende hij een dag later een driejarig contract bij het Kroatische Rijeka. Begin 2018 werd hij verhuurd aan het Sloveense Olimpija Ljubljana waarmee hij landskampioen werd en de beker won.

### Perth Glory en Ulsan Hyundai
Medio 2018 ging hij naar Perth Glory. In 2019 ging Davidson in Zuid-Korea voor Ulsan Hyundai spelen, waarmee hij in 2020 de AFC Champions League won.

## Interlandcarrière
Davidson werd voor het eerst opgeroepen voor Australië onder 20 voor het WK onder 20 in Egypte. Ook stond Davidson op de shortlist van 50 spelers van het Australisch voetbalelftal voor de Azië Cup 2011, maar hij haalde de definitieve selectie niet. Davidson maakte zijn debuut voor het nationale team van Australië op 15 augustus 2012, in een vriendschappelijke wedstrijd tegen Schotland (3-1 nederlaag). Hij maakte hierin een eigen doelpunt. Bondscoach Ange Postecoglou selecteerde Davidson in juni 2014 als een van de 23 spelers die hij meenam naar het Wereldkampioenschap voetbal 2014.
| Interlands van Jason Davidson       | Interlands van Jason Davidson  | Interlands van Jason Davidson  | Interlands van Jason Davidson  | Interlands van Jason Davidson  | Interlands van Jason Davidson  | Interlands van Jason Davidson  |
| №                                   | Datum                          | Wedstrijd                      | Uitslag                        | Soort wedstrijd                | Doelpunten                     | Assists                        |
| Als speler bij Heracles Almelo      | Als speler bij Heracles Almelo | Als speler bij Heracles Almelo | Als speler bij Heracles Almelo | Als speler bij Heracles Almelo | Als speler bij Heracles Almelo | Als speler bij Heracles Almelo |
| ----------------------------------- | ------------------------------ | ------------------------------ | ------------------------------ | ------------------------------ | ------------------------------ | ------------------------------ |
| 1.                                  | 15.08.2012                     | Schotland – Australië          | 3-1                            | Vriendschappelijk              | 0                              | 0                              |
| 2.                                  | 11.10.2013                     | Frankrijk - Australië          | 6-0                            | Vriendschappelijk              | 0                              | 0                              |
| 3.                                  | 15.10.2013                     | Canada - Australië             | 0-3                            | Vriendschappelijk              | 0                              | 0                              |
| 4.                                  | 19.11.2013                     | Australië - Costa Rica         | 1-0                            | Vriendschappelijk              | 0                              | 0                              |
| 5.                                  | 05.03.2014                     | Australië - Ecuador            | 3-4                            | Vriendschappelijk              | 0                              | 0                              |
| 6.                                  | 26.05.2014                     | Australië - Zuid-Afrika        | 1-1                            | Vriendschappelijk              | 0                              | 0                              |
| 7.                                  | 07.06.2014                     | Kroatië - Australië            | 1-0                            | Vriendschappelijk              | 0                              | 0                              |
| 8.                                  | 13.06.2014                     | Chili - Australië              | 3-1                            | WK voetbal 2014                | 0                              | 0                              |
| 9.                                  | 18.06.2014                     | Australië - Nederland          | 2-3                            | WK voetbal 2014                | 0                              | 0                              |
| 10.                                 | 23.06.2014                     | Australië - Spanje             | 0-3                            | WK voetbal 2014                | 0                              | 0                              |
| Als speler bij West Bromwich Albion |                                |                                |                                |                                |                                |                                |
| 11.                                 | 4.09.2014                      | België - Australië             | 2-0                            | Vriendschappelijk              | 0                              | 0                              |
| 12.                                 | 8.09.2014                      | Saoedi-Arabië - Australië      | 2-3                            | Vriendschappelijk              | 0                              | 0                              |
| 13.                                 | 10.10.2014                     | V.A.E. - Australië             | 0-0                            | Vriendschappelijk              | 0                              | 0                              |
| 14.                                 | 13-01-2015                     | Oman - Australië               | 0-4                            | Azië Cup 2015                  | 0                              | 0                              |
| 15.                                 | 22-01-2015                     | China - Australië              | 0-2                            | Azië Cup 2015                  | 1                              | 0                              |
| 16.                                 | 27-01-2015                     | Australië - V.A.E.             | 2-0                            | Azië Cup 2015                  | 0                              | 0                              |
| 17.                                 | 31-01-2015                     | Zuid-Korea - Australië         | 1-2                            | Azië Cup 2015                  | 0                              | 0                              |
| 18.                                 | 25-03-2015                     | Duitsland - Australië          | 2-2                            | Vriendschappelijk              | 0                              | 0                              |
| 19.                                 | 03-09-2015                     | Australië - Bangladesh         | 5-0                            | Kwalificatie WK 2018           | 0                              | 0                              |
| 20.                                 | 08-09-2015                     | Tadzjikistan - Australië       | 0-3                            | Kwalificatie WK 2018           | 0                              | 0                              |
| 21.                                 | 08-10-2015                     | Jordanië - Australië           | 2-0                            | Kwalificatie WK 2018           | 0                              | 0                              |
| 22.                                 | 17-11-2015                     | Bangladesh - Australië         | 0-4                            | Kwalificatie WK 2018           | 0                              | 0                              |

Laatst bijgewerkt  op 23 juni 2020.

## Erelijst
Olimpija Ljubljana
- PrvaLiga Telekom Slovenije: 2017/18
- Pokal Slovenije: 2017/18

 Perth Glory
- A-League: Premiers 2018/19

 Ulsan Hyundai
- AFC Champions League: 2020

 Australië
- AFC Asian Cup: 2015